# ムチゴケ
ムチゴケ（Bazzania pompeana）は、ウロコゴケ目ムチゴケ科の苔類。

## 分布
日本の本州から九州に分布。低山地の道端などに生育する。

## 特徴
茎は緑色で、2叉状に分枝する。全長は最大で12cmほどになり、群落はふかふかのマット状になる。葉は舌形で、先端に3本の歯牙がある。葉の細胞膜はやや厚く、トリゴン（細胞の角の肥大した部分）は小さい。腹葉は丸みがかった四角形で4裂、腹葉同士は接在し、基部以外は透明になる。

## 類似種
同属のコムチゴケやマエバラムチゴケなどと類似する。コムチゴケは、腹葉が全縁であることや植物体がやや小さいことで、マエバラムチゴケは葉の歯牙が1-2本である点などで異なる。